# Politička ekologija
Politička ekologija je znanost koja proučava načine na koje politički, ekonomski i socijalni faktori utječu na okoliš. Većina znanosti bavi se analizom utjecaja koje društvo, država, korporacije i transnacionalne vlasti imaju na ekološke probleme i ekološku politiku. Postoje brojni pristupi ovim problemima, a neki znanstvenici daju veću ulogu pristupu prirodnim resursima koji ima značajnu ulogu u strukturiranju političkog i ekonomskog života: posebice ističući načine na koje degradacija tla, očuvanje šumovitih predjela ili deforestacija utječu na društvene odnose i politiku. Primjerice, siromaštvo stočara iz plemena Maasai u istočnoj Africi pogoršalo se uspostavom nacionalnih parkova koji su ih isključili iz tradicionalnih pravaca ispaše: stoga međunarodna politika o divljini ima ne samo ekološki nego i lokalni društveni učinak. Suptilnije varijante političke ekologije uključuju utjecaj neljudskih faktora u upravljanju okolišem i donošenju odluka, uzimajući u obzir ono što se naziva prirodnom agencijom.
Podrijetlo termina može se pronaći u ranim radovima antropologa Johna W. Colea i Erica R. Wolfa (The Hidden Frontier: Ecology and Ethnicity in an Alpine Valley, 1974.), te kod nekih drugih autora poput H. M. Enzensbergera (A Critique of Political Ecology, New Left Review I/84, 1974.), te Land Degradation and Society (Blaikie i Brookfield, 1987.) iz 1970-ih i 1980-ih. Većina znanstvenika političke ekologije potječu iz akademskih disciplina antropologije, geografije i politologije. Među autorima ističu se Piers Blaikie (UEA), Michael Watts (Berkeley), Dianne Rocheleau (Clark U.), Paul Robbins (Arizona, autor djela Political Ecology: a critical introduction, Blackwell, 2004.), i Tom Bassett (Illinois), od kojih su neki napisali članke i knjige koji su ukratko prikazali ovo područje i njegove doprinose. Neka njihova djela nastala su na kulturnoj ekologiji, obliku analize koja je pokazala kako kultura ovisi i nalazi se pod utjecajem materijalnih uvjeta nekog društva, posebice kako se stječu hrana i ostali osnovni resursi. Također postoji nekoliko neprofitnih udruga i think tankova koji koriste političko-ekološki pristup, a najznačajniji je Centar za političku ekologiju u Kaliforniji koji izdaje časopis Capitalism Nature Socialism. Ostali znanstvenici primjenjuju svoje inačice termina, primjerice francuski zeleni političar i akademik Alain Lipietz (vidi njegovo djelo Green Hopes. The Future of Political Ecology, 1993.).
Jedan dio političke ekologije koristi okvir "političke ekonomije" u analizi ekoloških problema. Najslavniji i široko čitani prikaz u ovom stilu je The Political Economy of Soil Erosion autora Piersa Blaikiea (Methuen, 1985.), koji je uzroke degradacije tla u Africi pronašao u kolonijalnim politikama prisvajanja zemlje prije nego u pretjeranom iskorištavanju koje stvaraju afrički poljoprivrednici. Posebno izdanje Geoforuma iz 2008. bilo je posvećeno važnosti ove knjige i njenog autora.
Politička ekologija može se koristiti za:
- razumijevanje odluka koje društva donose o prirodnom okolišu u kontekstu njihova političkog okoliša, ekonomskog pritiska i socijalnih regulacija
- promatranje kako nejednaki odnosi među društvima utječu na prirodni okoliš
- promatranje kako nejednaki odnosi (posebice klasa) utječu na okoliš
- informiranje političara i organizacija o kompleksnosti njihova okoliša i razvoja, doprinoseći tako boljem upravljanju okolišem.

U Hrvatskoj od 2014. godine djeluje Institut za političku ekologiju, istraživačka i obrazovna organizacija koja oblikuje alternativne razvojne modele i inovativne institucionalne oblike za demokratsku političku i ekonomsku transformaciju društva. Njezin najznačajniji dosadašnji doprinos objavljivanje je prijevoda knjiga Odrast: Pojmovnik za novu eru (2016.) i Fosilni kapital (2018.), u suizdavašstvu sa zaprešićkom izdavačkom kućom Fraktura. 

## Više informacija
- Alain Lipietz
- Popis ekoloških tema
- Humana bihevioralna ekologija
- Inkluzivna demokracija
- Ekološka kriza
- Ekosocijalizam
- Socijalna ekologija

## Vanjske poveznice
- Journal of Political Ecology: Case Studies in History and Society (free online)
- Cultural and Political Ecology Specialty Group of the Association of American Geographers. Archive of newsletters, officers, award and honor recipients, as well as other resources associated with this community of scholars.  Arhivirana inačica izvorne stranice od 21. rujna 2006. (Wayback Machine)
- Moustakas, A. & I. Karakassis. How diverse is aquatic biodiversity research?, Aquatic Ecology, 39, 367-375[neaktivna poveznica]
- Domazet M. & Dolenec D., Odrast kao obnova utopijskih energija, u Odrast: pojmovnik za novu eru, Zagreb/Zaprešić, Institut za političku ekologiju i Fraktura, 2016.